# أوزي سميث
أوزي سميث (بالإنجليزية: Ozzie Smith) (و. 1954  م) هو لاعب كرة قاعدة أمريكي، ولد في موبيل، ألاباما، مركز لعبه هو شورتستوب ‏.

## جوائز
حصل على جوائز منها:
- جائزة القفاز الذهبي لرولينغز [الإنجليزية]‏.

## وصلات خارجية
- أوزي سميث على موقع IMDb (الإنجليزية)
- أوزي سميث على موقع الموسوعة البريطانية (الإنجليزية)
- أوزي سميث على موقع إن إن دي بي (الإنجليزية)
- أوزي سميث على موقع دوري كرة القاعدة الرئيسي (الإنجليزية)
- أوزي سميث على موقعبيزبول رفرنس.كوم (الدوري الرئيسي) (الإنجليزية)
- أوزي سميث على موقعبيزبول رفرنس.كوم (الدوري الثانوي) (الإنجليزية)
- أوزي سميث على موقع مشجعي الرسوم البيانية (الإنجليزية)
- أوزي سميث على موقع قاعة مشاهير كرة القاعدة (الإنجليزية)

- أوزي سميث في قاعدة بيانات الأفلام على الإنترنت